# Präsident Vietnams
Der Staatspräsident der Sozialistischen Republik Vietnam (vietnamesisch: Chủ tịch nước Cộng hòa xã hội chủ nghĩa Việt Nam) ist das Staatsoberhaupt Vietnams. Seit dem 21. Oktober 2024 ist dies Lương Cường. Er ist gleichzeitig Vorsitzender des Verteidigungs- und Sicherheitsrats und damit Oberbefehlshaber der Vietnamesischen Volksarmee.
Der Staatspräsident wird aus den Reihen der Nationalversammlung von dieser für eine Amtszeit von fünf Jahren gewählt. Obwohl es nicht explizit verlangt wird, dass der Staatspräsident Mitglied der Kommunistischen Partei sein muss; jedoch wird in der Regel ein Mitglied des Ständigen Ausschusses des Politbüros in dieses Amt gewählt. Seine Funktionen sind zu einem großen Teil repräsentativer Natur. Der mächtigste Mann im Staat hingegen ist der Generalsekretär der Kommunistischen Partei Vietnams, an zweiter Stelle steht der Premierminister.
Der Amtssitz des Präsidenten ist der Präsidentenpalast in Hanoi.
Das Präsidentenamt wurde bei der Gründung der Sozialistischen Republik Vietnam im Jahre 1976 eingeführt. Bis 1976 war Vietnam in Norden und Süden geteilt. Beide Teile hatten daher ein eigenes Staatsoberhaupt. Vom 4. Juli 1981 bis zum 22. September 1992 hieß das Amt Vorsitzender des Staatsrates.

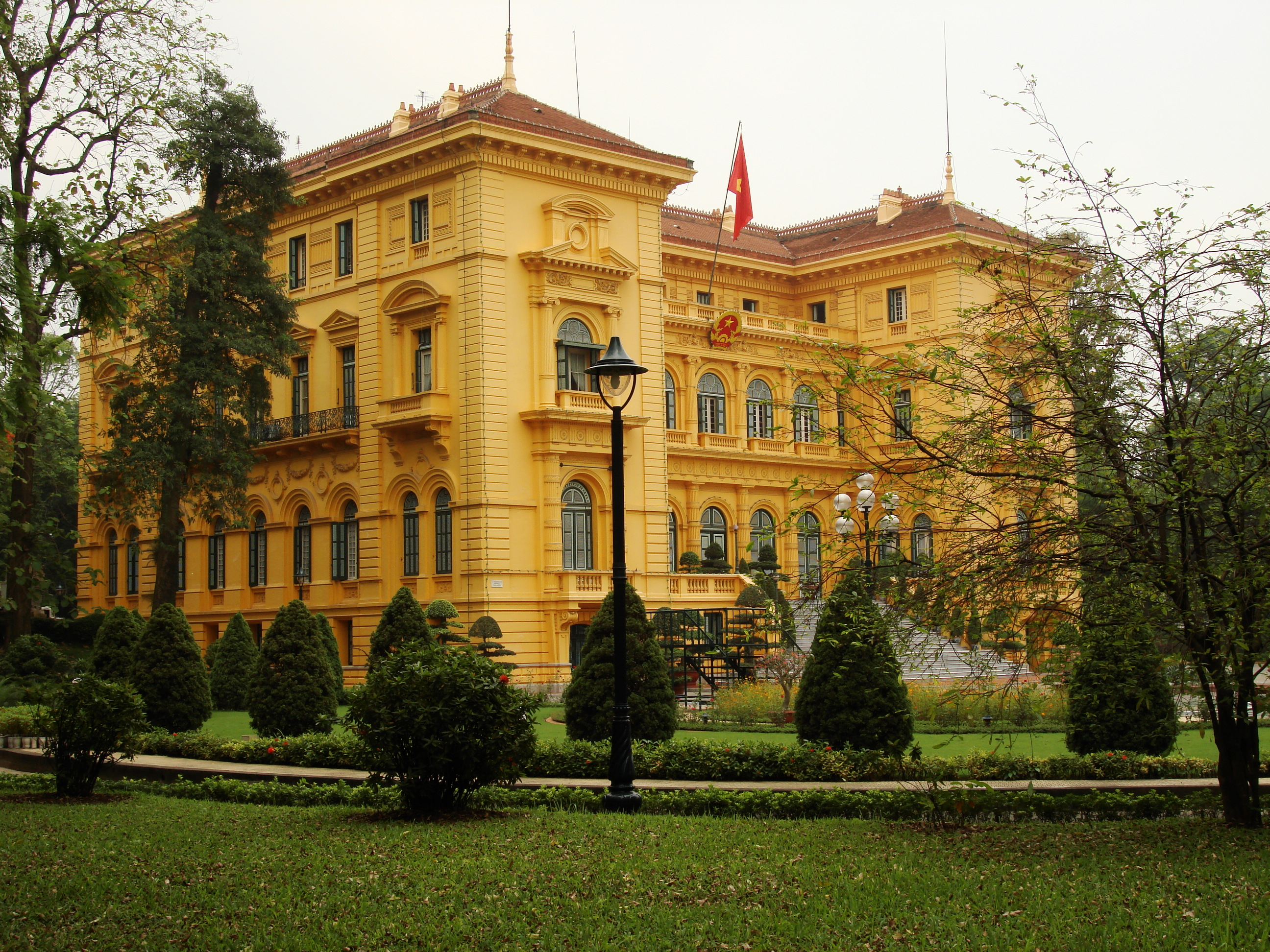
Amtssitz des vietnamesischen Präsidenten in Hanoi

## Zuständigkeiten
Der Staatspräsident hat folgende Kompetenzen:
- der Nationalversammlung die Wahl und Entlassung des Premierministers und der Vizestaatspräsidentin vorzuschlagen,
- auf Beschluss der Nationalversammlung den Vizepremierminister, die Minister und andere Mitglieder der Regierung zu ernennen und zu entlassen und
- der Nationalversammlung die Wahl und Entlassung des obersten Richters des Obersten Gerichtshofs sowie des Vorsitzenden der Volksanwaltschaft vorzuschlagen.

Er ist Vorsitzender des Verteidigungs- und Sicherheitsrats und damit formal Oberbefehlshaber der Vietnamesischen Volksarmee.

## Nordvietnam (1945–1976)
| Präsidenten der Demokratischen Republik Vietnam | Präsidenten der Demokratischen Republik Vietnam | Präsidenten der Demokratischen Republik Vietnam |
| Name                                            | Beginn der Amtszeit                             | Ende der Amtszeit                               |
| Hồ Chí Minh                                     | 2. September 1945                               | 2. September 1969                               |
| ----------------------------------------------- | ----------------------------------------------- | ----------------------------------------------- |
| Tôn Đức Thắng                                   | 2. September 1969                               | 2. Juli 1976                                    |

## Südvietnam (1949–1975)

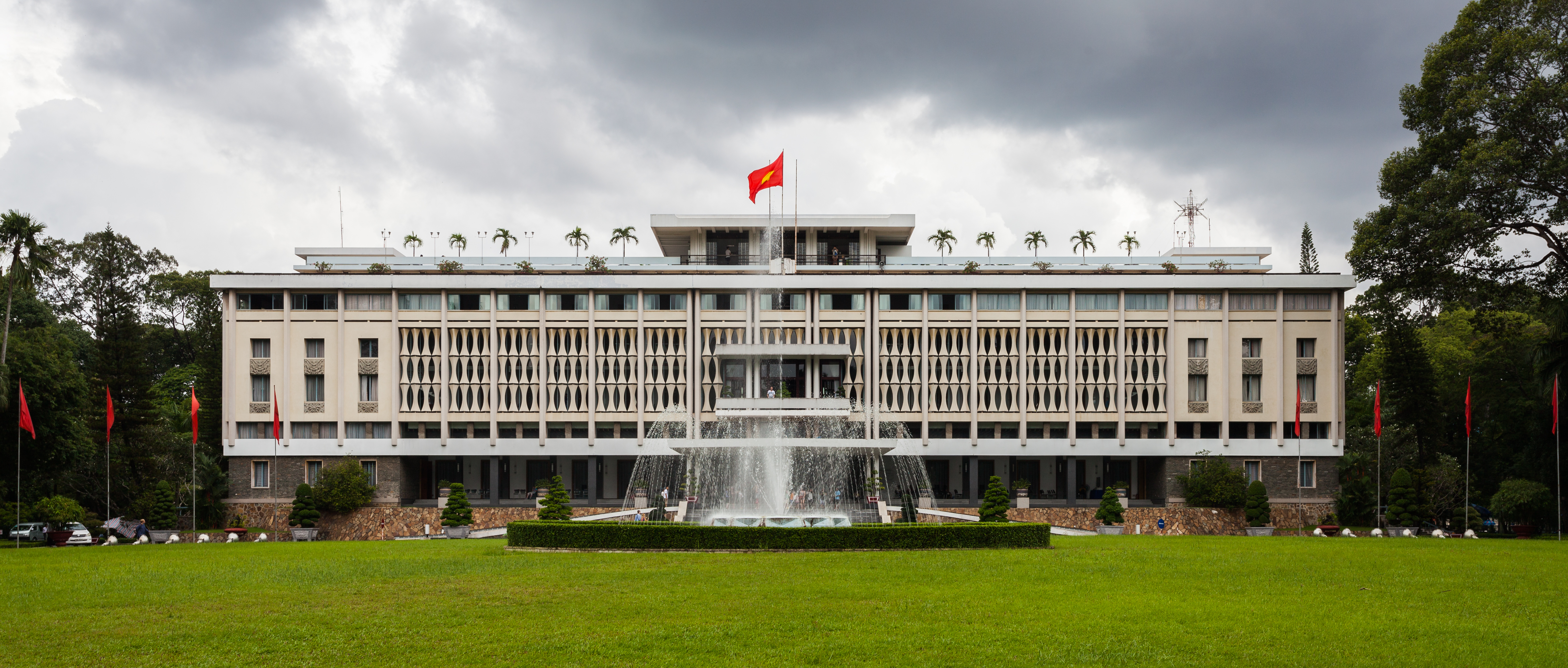
Ehemaliger Amtssitz des südvietnamesischen Präsidenten in Saigon (1975 in Wiedervereinigungspalast umbenannt)

| Staatschefs des Staates Vietnam | Staatschefs des Staates Vietnam | Staatschefs des Staates Vietnam |
| Name                            | Beginn der Amtszeit             | Ende der Amtszeit               |
| ------------------------------- | ------------------------------- | ------------------------------- |
| Bảo Đại                         | 13. Juni 1949                   | 30. April 1955                  |
| Ngô Đình Diệm                   | 30. April 1955                  | 26. Oktober 1955                |

| Präsidenten der Republik Vietnam | Präsidenten der Republik Vietnam | Präsidenten der Republik Vietnam |
| Name                             | Beginn der Amtszeit              | Ende der Amtszeit                |
| -------------------------------- | -------------------------------- | -------------------------------- |
| Ngô Đình Diệm                    | 26. Oktober 1955                 | 2. November 1963                 |
| Dương Văn Minh                   | 2. November 1963                 | 30. Januar 1964                  |
| Nguyễn Khánh                     | 30. Januar 1964                  | 8. Februar 1964                  |
| Dương Văn Minh                   | 8. Februar 1964                  | 16. März 1964                    |
| Nguyễn Khánh                     | 16. März 1964                    | 27. August 1964                  |
| Dương Văn Minh                   | 27. August 1964                  | 26. Oktober 1964                 |
| Phan Khắc Sửu                    | 26. Oktober 1964                 | 14. Juni 1965                    |
| Nguyễn Văn Thiệu                 | 14. Juni 1965                    | 21. April 1975                   |
| Trần Văn Hương                   | 21. April 1975                   | 28. April 1975                   |
| Dương Văn Minh                   | 28. April 1975                   | 30. April 1975                   |

| Vorsitzender des Konsultativrates der Republik Südvietnam (1975–1976) | Vorsitzender des Konsultativrates der Republik Südvietnam (1975–1976) | Vorsitzender des Konsultativrates der Republik Südvietnam (1975–1976) |
| Name                                                                  | Beginn der Amtszeit                                                   | Ende der Amtszeit                                                     |
| --------------------------------------------------------------------- | --------------------------------------------------------------------- | --------------------------------------------------------------------- |
| Nguyễn Hữu Thọ                                                        | 30. April 1975                                                        | 2. Juli 1976                                                          |

## Sozialistische Republik Vietnam (seit 1976)
| Präsident der Sozialistischen Republik Vietnam | Präsident der Sozialistischen Republik Vietnam | Präsident der Sozialistischen Republik Vietnam |
| Name                                           | Beginn der Amtszeit                            | Ende der Amtszeit                              |
| ---------------------------------------------- | ---------------------------------------------- | ---------------------------------------------- |
| Tôn Đức Thắng                                  | 2. Juli 1976                                   | 30. März 1980 (im Amt verstorben)              |
| Nguyễn Hữu Thọ (geschäftsführend)              | 30. März 1980                                  | 4. Juli 1981                                   |
| Trường Chinh                                   | 4. Juli 1981                                   | 18. Juni 1987                                  |
| Võ Chí Công                                    | 18. Juni 1987                                  | 22. September 1992                             |
| Lê Đức Anh                                     | 23. September 1992                             | 24. September 1997                             |
| Trần Đức Lương                                 | 24. September 1997                             | 27. Juni 2006                                  |
| Nguyễn Minh Triết                              | 27. Juni 2006                                  | 25. Juli 2011                                  |
| Trương Tấn Sang                                | 25. Juli 2011                                  | 2. April 2016                                  |
| Trần Đại Quang                                 | 2. April 2016                                  | 21. September 2018 (im Amt verstorben)         |
| Đặng Thị Ngọc Thịnh (geschäftsführend)         | 21. September 2018                             | 23. Oktober 2018                               |
| Nguyễn Phú Trọng                               | 23. Oktober 2018                               | 5. April 2021                                  |
| Nguyễn Xuân Phúc                               | 5. April 2021                                  | 17. Januar 2023                                |
| Võ Thị Ánh Xuân (geschäftsführend)             | 17. Januar 2023                                | 2. März 2023                                   |
| Võ Văn Thưởng                                  | 2. März 2023                                   | 21. März 2024                                  |
| Võ Thị Ánh Xuân (geschäftsführend)             | 21. März 2024                                  | 22. Mai 2024                                   |
| Tô Lâm                                         | 22. Mai 2024                                   | 21. Oktober 2024                               |
| Lương Cường                                    | 21. Oktober 2024                               |                                                |